# Fuendejalón
Fuendejalón (aragónul Fuent de Xalón) település Spanyolországban,  Zaragoza tartományban. Fuendejalón Ainzón, Bureta, Alberite de San Juan, Pozuelo de Aragón, Rueda de Jalón és Tabuenca községekkel határos. Lakosainak száma 763 fő (2024).

## Népesség
A település népessége az utóbbi években az alábbiak szerint változott:
| Lakosok száma | 853  | 773  | 868  | 969  | 973  | 859  | 817  | 778  | 763  | 763  |
|               | 2001 | 2004 | 2007 | 2009 | 2012 | 2014 | 2017 | 2019 | 2022 | 2024 |